# Мартин Гор
Мартин Гор (на английски: Martin Lee Gore), роден на 23 юли 1961 г. в Дагенам, Англия, е британски музикант, член на групата Депеш Мод от основаването ѝ през 1980 г.
Мартин прекъсва започнатата от него специализация като банков чиновник, за да създаде заедно с Винс Кларк и Андрю Флечер синт-поп групата Депеш Мод. Едва в началото на кариерата си Винс Кларк не издържа на напрежението, породено от бързо нарастващата популярност на групата. Тъй като Винс е основното лице, а и автор на песните от първия албум „Speak And Spell“ на групата, тази роля се поема от Мартин.
Мартин е човекът група, автор на почти всички песни на Депеш Мод. Свири на синтезатор и китара, а понякога изпълнява ролята на бекграунд вокали. За неговите качества като автор на песни е отличен през 1999 от Британската академия за композитори и автори на песни с престижната награда Ivor Novello Award. От няколко години насам Мартин е известен и сред дискотечните среди като DJ Martin Gore.
През 2003, Мартин публикува Counterfeit² – солоалбум, който е продължение на албума му от 1989 Counterfeit EP. И в двата албума той прави кавър версии на любими негови песни. Всъщност това са негови лични интерпретации, негова лична философия и виждане за живота. Той подчертава, че неговата работа няма нищо общо с Депеш Мод по какъвто и да е било начин.

## Дискография
- Counterfeit e.p. (Mute Stumm67, 1989)
- Counterfeit² (Mute, 2003)
- MG (Mute, 2015)
- The Third Chimpanzee (Mute, 2021)

## Сингли
- Complusion (1989)
- Stardust (2003)
- Loverman (2003)
- Europa Hymn (2015)
- Pinking (2015)